# Commissione europea
La Commissione europea è una delle principali istituzioni dell'Unione europea, suo organo esecutivo, non eletto dai cittadini europei e promotrice del processo legislativo. È composta da delegati (uno per ogni Stato membro dell'Unione europea, detto Commissario), a ciascuno dei quali è richiesta la massima indipendenza decisionale dal governo nazionale che lo ha indicato.
La Commissione tuttavia è legata anche da un particolare tipo di rapporto fiduciario nei confronti del Parlamento europeo. Ha la sua sede principale nel Palazzo Berlaymont a Bruxelles.
Rappresenta e tutela gli interessi dell'Unione europea nella sua interezza e avendo il monopolio del potere di iniziativa legislativa, propone l'adozione degli atti normativi dell'UE, la cui approvazione ultima spetta al Parlamento europeo e al Consiglio dell'Unione europea; è responsabile inoltre dell'attuazione delle decisioni politiche da parte degli organi legislativi, gestisce i programmi UE e la spesa dei suoi fondi strutturali.

## Storia

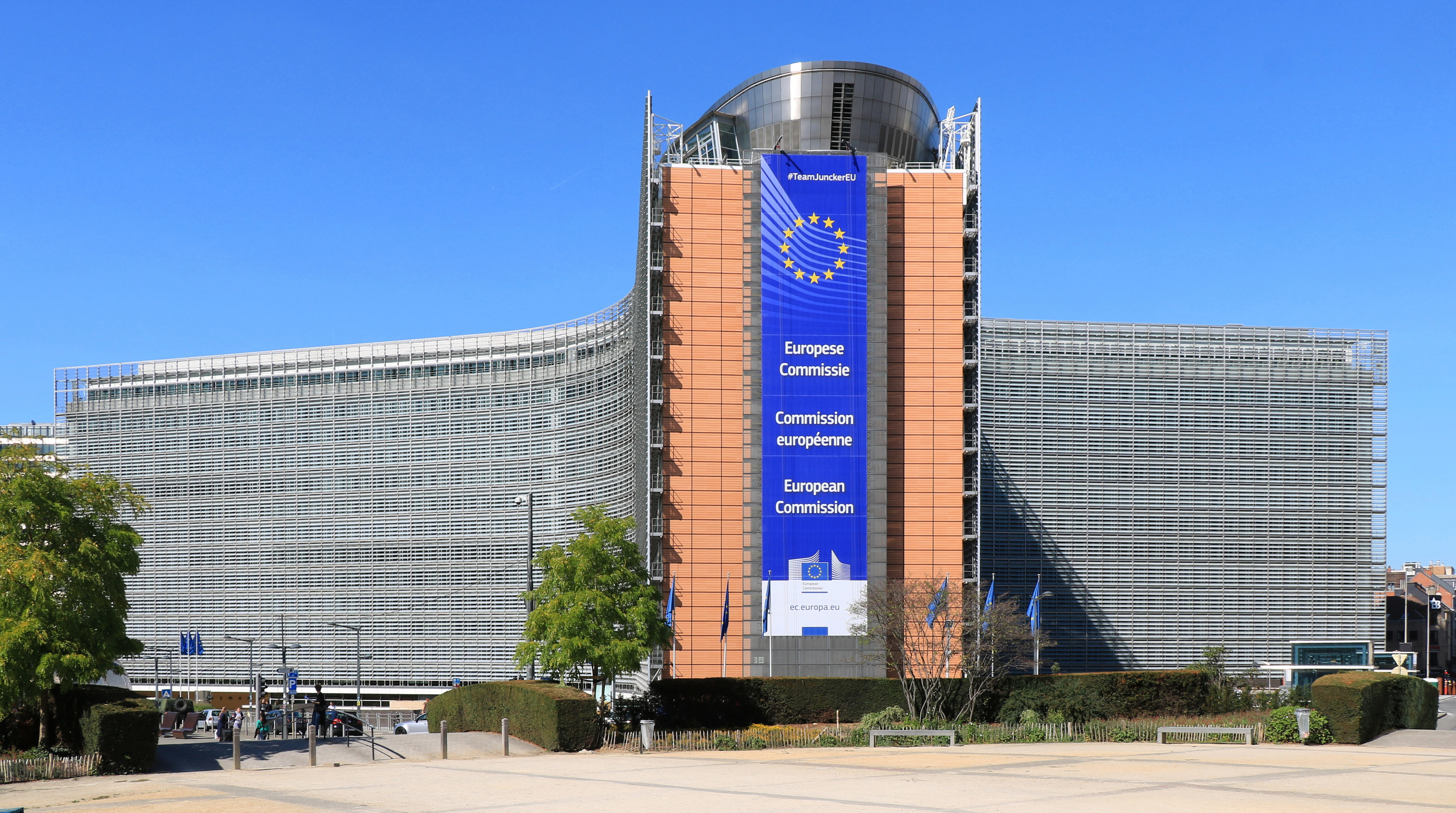
Palazzo Berlaymont

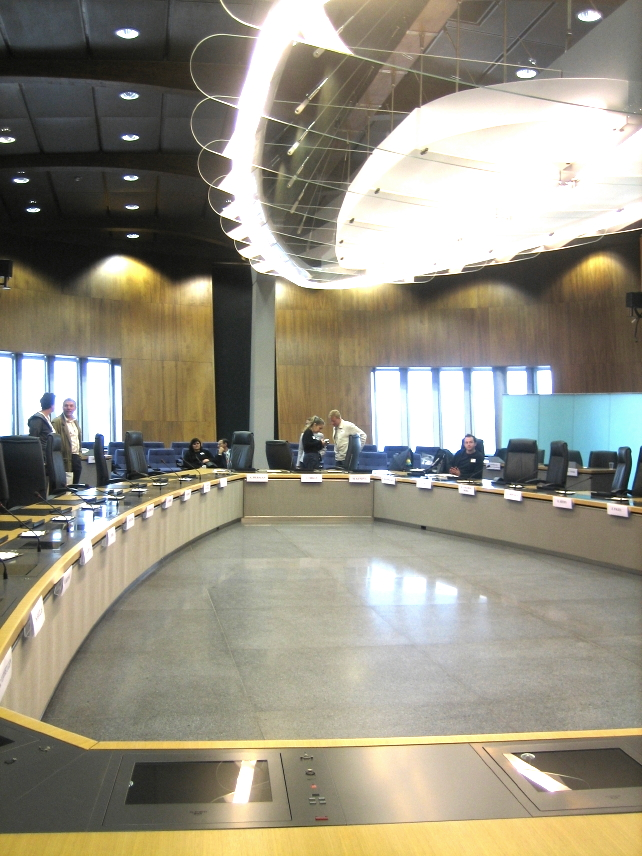
La sala riunioni della Commissione

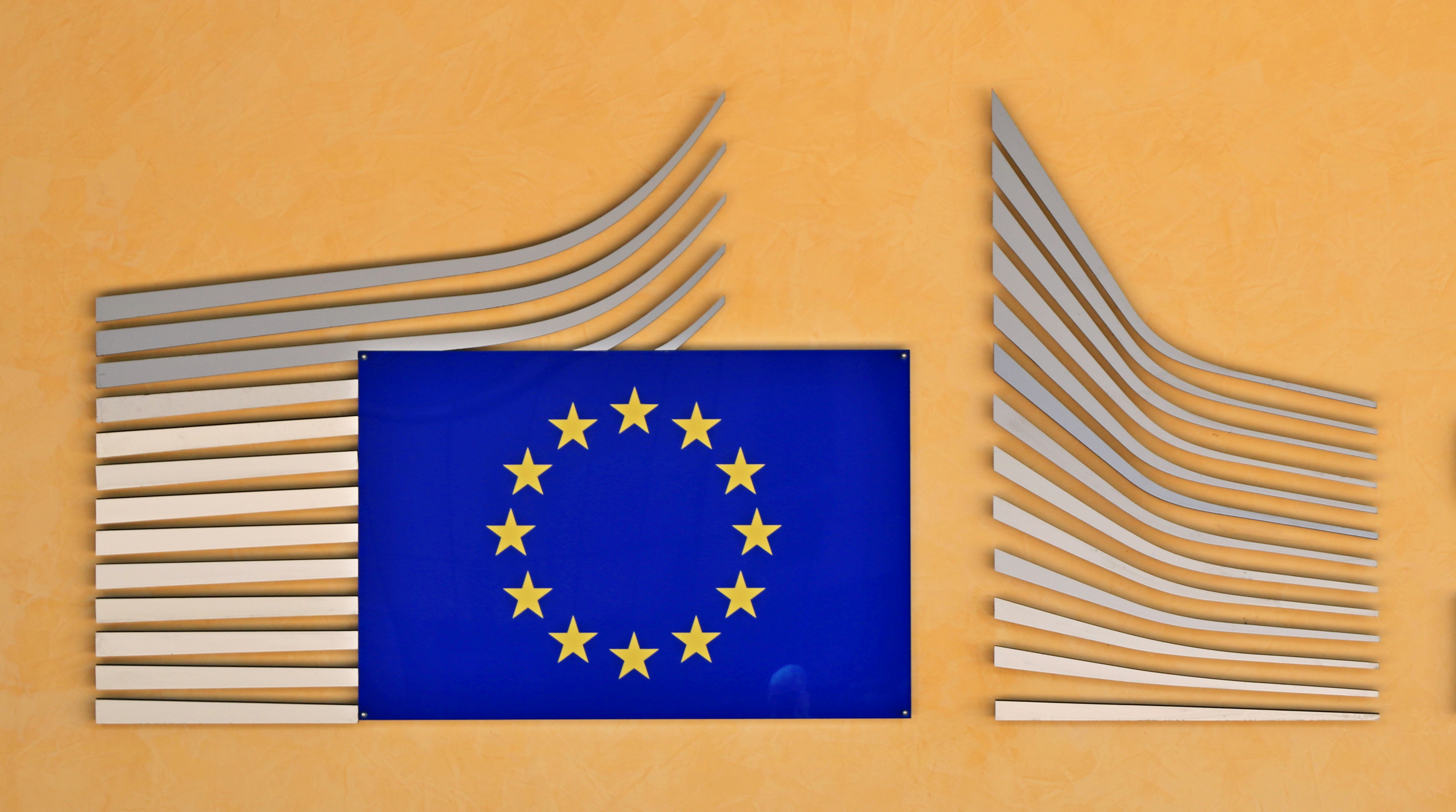
Logo della Commissione Europea all'ingresso del Berlaymont (evocazione stilizzata dell'edificio).

Il nucleo originario da cui deriva l'attuale Commissione europea fu l'"Alta autorità della Comunità europea del carbone e dell'acciaio", creata nel 1951 e insediatasi il 10 agosto 1952 a Lussemburgo. L'Alta autorità era presieduta dal francese Jean Monnet ed era composta da nove membri (2 membri per gli stati membri più grandi, 1 membro per quelli più piccoli). I Trattati di Roma del 1957 affiancarono alla CECA la Comunità Economica Europea e la Comunità europea dell'energia atomica, entrambe dotate di una propria "Commissione". Primo Presidente della Commissione CEE fu il tedesco Walter Hallstein, mentre il primo Presidente della Commissione Euratom fu il francese Louis Armand. La prima riunione della Commissione della CEE si svolse il 16 gennaio 1958.
La Commissione Hallstein ottenne dei successi significativi nel processo di armonizzazione delle legislazioni degli stati membri e riuscì gradualmente ad affermare la propria influenza e la propria autorità, anche grazie all'appoggio della Corte di Giustizia Europea. La Commissione Hallstein II subì le tensioni provocate dall'opposizione tra la Francia di Charles de Gaulle e gli altri stati membri su una serie di argomenti delicati per la CEE, quali l'ingresso del Regno Unito nella Comunità, l'elezione diretta del Parlamento europeo, il piano Fouchet di unione politica e la Politica Agricola Comune. Hallstein stesso rimase vittima di questa situazione: nel 1967 fu indotto a dimettersi e non gli venne assegnato un nuovo mandato.
I tre esecutivi europei (Alta autorità della CECA, Commissione della CEE, Commissione dell'Euratom) coesistettero fino al 1º luglio 1967, quando il Trattato di fusione portò a combinarli in un unico organismo, la Commissione delle Comunità europee, presieduta dal belga Jean Rey. La Commissione Rey portò a compimento l'unione doganale nel 1968 e si impegnò per l'elezione diretta del Parlamento europeo.
Nei primi anni settanta la Commissione Malfatti e la Commissione Mansholt proseguirono con il lavoro sulla cooperazione monetaria e gestirono il primo allargamento delle Comunità europee, con l'ingresso di Regno Unito, Irlanda e Danimarca nel 1973. Alla Commissione Mansholt succedettero le commissioni Ortoli e Jenkins. Roy Jenkins fu il primo Presidente della Commissione a partecipare a un vertice del G8 in rappresentanza dell'intera Comunità. Nei primi anni ottanta la Commissione Thorn curò l'allargamento delle Comunità verso Sud (Grecia, Spagna e Portogallo).
Jacques Delors presiedette la Commissione dal 1985 al 1995 (Commissioni Delors I, II e III) e fu uno dei Presidenti più carismatici ed incisivi nella storia della Commissione europea, capace di indicare obiettivi ambiziosi e dare speranza alla costruzione europea. Delors e le sue Commissioni promossero con forza lo sviluppo e il rafforzamento dell'integrazione europea, portarono a compimento la creazione del mercato unico, prepararono il terreno per la creazione dell'euro e gestirono il passaggio dalla CEE all'Unione europea con il Trattato di Maastricht.
Nel 1995 entrò in carica la Commissione Santer, che continuò a preparare l'introduzione dell'euro e che gestì il Trattato di Amsterdam, che aumentò i poteri della Commissione europea. Tuttavia, nel 1999 l'intera Commissione fu costretta a dimettersi dal Parlamento europeo a causa di accuse di corruzione contro alcuni suoi membri. Si trattò del primo e finora solo caso di dimissioni dell'intera Commissione ad opera del Parlamento, e segnò una svolta importante nel processo di affermazione dell'influenza del Parlamento europeo e dei suoi poteri di controllo sulla Commissione.
La Commissione Prodi, in carica dal 1999 al 2004, gestì l'introduzione dell'euro, l'allargamento ai 10 nuovi stati membri nel 2004 e il Trattato di Nizza. Nel 2004 il Parlamento europeo tornò a condizionare l'approvazione della nuova Commissione, la Commissione Barroso, bocciando la nomina del commissario italiano designato Rocco Buttiglione, poi sostituito con Franco Frattini. La prima Commissione Barroso dovette gestire il processo di approvazione della Costituzione europea, poi fallito, e la successiva elaborazione ed approvazione del Trattato di Lisbona.
Nel 2010 è entrata in carica la seconda Commissione Barroso. In base al nuovo Trattato di Lisbona, la Commissione è stata "eletta" dal Parlamento europeo, non meramente "approvata"; come già nel 2004 il Parlamento ha bocciato la nomina di una commissaria designata. Sempre in base al nuovo Trattato, l'Alto rappresentante dell'Unione per gli affari esteri e la politica di sicurezza è ora un membro della Commissione e un suo vicepresidente di diritto.

## Descrizione

### Composizione e nomina
La Commissione è composta da 27 commissari (uno per stato membro compreso il presidente), scelti tra le personalità di spicco dello Stato membro di appartenenza. Tra i membri sono compresi il presidente e l'alto rappresentante dell'Unione per gli affari esteri e la politica di sicurezza (PESC) in veste di vicepresidente. Il presidente può nominare altri vicepresidenti.
I commissari non sono legati da alcun titolo di rappresentanza con lo Stato da cui provengono, in quanto i commissari devono agire nell'interesse generale dell'Unione; per tale motivo la Commissione viene definita come "organo di individui" a differenza del Consiglio qualificato come "organo di Stati".
Questo principio viene sancito dall'art. 17 del Trattato sull'Unione europea (TUE):
(TUE, art. 17 par.3)
(TUE, art. 17 par.3)
Dato l'alto numero di commissari venutosi a creare a seguito degli allargamenti, il trattato chiamato "di Lisbona " prevedeva che "a decorrere dal 1º novembre 2014, la Commissione [sarebbe stata] composta da un numero di membri, compresi il Presidente e l'alto rappresentante dell'Unione per gli affari esteri e la politica di sicurezza, corrispondente ai due terzi del numero degli Stati membri, a meno che il Consiglio europeo, deliberando all'unanimità, non decida di modificare tale numero." Il Consiglio europeo dell'11 e 12 dicembre 2008 ha deciso che il sistema di rotazione non entrerà in funzione.
La durata del mandato dei membri è di 5 anni, che corrispondono alla durata delle legislature del Parlamento europeo.
La procedura di nomina è disciplinata dall'art. 17 par. 7 del TUE e ha subìto notevoli variazioni nel corso del tempo.
Un tempo erano gli stati membri che nominavano tutta la Commissione di comune accordo, ma successivamente il ruolo del Parlamento crebbe d'importanza.
Attualmente, il presidente della Commissione è proposto dal Consiglio europeo, che decide a maggioranza qualificata. Il trattato di Lisbona impone che, nella scelta, sia tenuto conto dei risultati delle elezioni europee. Il candidato deve poi essere eletto dal Parlamento europeo a maggioranza assoluta. Se il candidato non ottiene l'elezione, il Consiglio europeo, entro un mese, deve presentare un altro candidato.
Alla conferma della carica, il presidente della Commissione, in accordo con il Consiglio dell'Unione europea, sceglie i rimanenti commissari sulla base delle nomine proposte da ognuno degli Stati membri. Alla fine l'intera Commissione deve essere approvata dal Parlamento europeo (che ha anche facoltà di porre in essere audizioni per vagliare le candidature dei singoli commissari), per poi essere definitivamente nominata dal Consiglio europeo.

### Organizzazione interna
Con l'espressione "Commissione europea" non si indica solo l'insieme dei 27 commissari, ma anche l'insieme delle strutture burocratiche che fanno loro riferimento e al personale da esse impiegato. La Commissione europea è infatti strutturata in Direzioni Generali (DG), l'equivalente dei ministeri o dicasteri degli ordinamenti statuali, suddivisi a loro volta in direzioni e queste ultime in unità.
Ogni commissario europeo è a capo di una Direzione Generale, che prepara documenti e proposte di iniziative, ed è assistito nel suo lavoro da un gabinetto, che offre invece al commissario consigli e assistenza di tipo più strettamente politico.

### Struttura e funzioni
La Commissione europea è un organo collegiale, strutturato all'interno con un'ampia delega di funzioni a singoli commissari, che guidano le direzioni generali.
Le deliberazioni dell'istituzione vengono prese a maggioranza del numero dei suoi membri.
Per quel che riguarda i compiti, descritti nell'art 17 par. 1 del Trattato sull'Unione Europea (TUE), sono
tal fine. Vigila sull'applicazione dei trattati e delle misure adottate dalle istituzioni in virtù dei trattati. 
Vigila sull'applicazione del diritto dell'Unione sotto il controllo della Corte di giustizia dell'Unione 
europea. Dà esecuzione al bilancio e gestisce i programmi. Esercita funzioni di coordinamento, di 
esecuzione e di gestione, alle condizioni stabilite dai trattati. Assicura la rappresentanza esterna 
dell'Unione, fatta eccezione per la politica estera e di sicurezza comune e per gli altri casi previsti 
dai trattati. Avvia il processo di programmazione annuale e pluriennale dell'Unione per giungere ad 
accordi interistituzionali.»
Questa disposizione fa l'istituzione custode e garante della legalità comunitaria, compito che la Commissione esercita nei confronti degli Stati membri grazie alla procedura di infrazione.
Si tratta di un potere di raccomandazione di portata generale, coincidente per estensione col campo d'azione del trattato.
La Commissione europea detiene il diritto d'iniziativa nel processo legislativo, cioè la facoltà di proporre la normativa sulla quale decidono poi il Parlamento europeo ed il Consiglio.

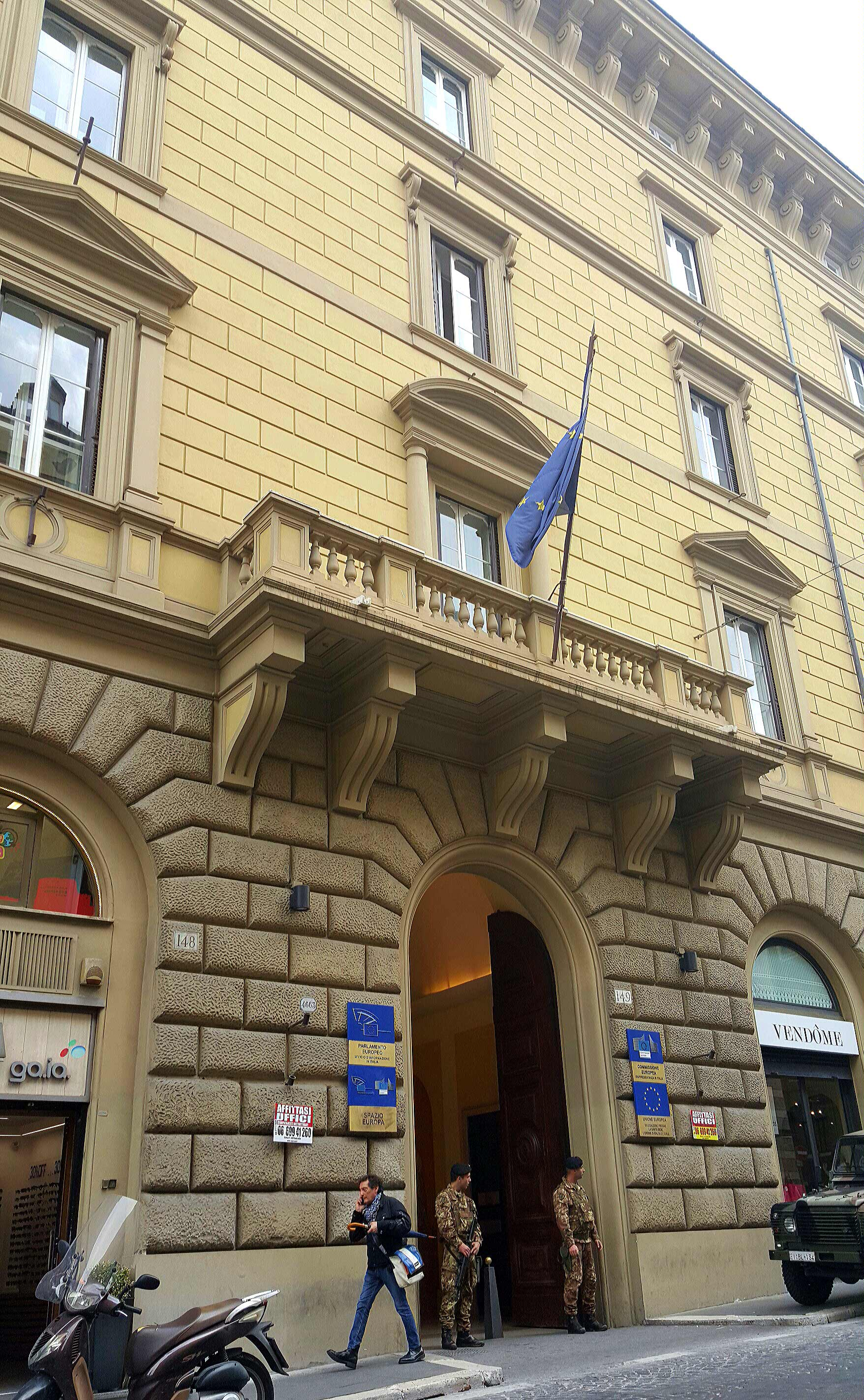
Sede di rappresentanza della Commissione europea e del Parlamento europeo a Roma.

Quale organo esecutivo dell'Unione, la Commissione si occupa altresì dell'attuazione pratica delle politiche comuni, della gestione dei programmi dell'Unione e della gestione del bilancio comunitario. Questa competenza è disciplinata anche dall'art. 291 TFUE. Nell'adozione delle misure necessarie per l'attuazione del diritto dell'UE, la Commissione è assistita da comitati composti da rappresentanti degli Stati membri, da esperti, da esponenti delle organizzazioni della società civile, del mondo del lavoro e dell'impresa (processo noto in gergo come "comitatologia").
Le riunioni della Commissione si tengono almeno una volta la settimana, di solito il mercoledì nella sede di Bruxelles o in quella di Strasburgo se a Bruxelles vi è un'assemblea del Parlamento. Le sedute si tengono a porte chiuse e sono riservate, tuttavia gli ordini del giorno delle sedute e i verbali prodotti sono disponibili per la consultazione sul sito istituzionale.
La Commissione europea ha il potere di sanzionare gli stati membri inadempienti nell'attuazione delle decisioni e per i ritardi nell'approvazione di leggi in recepimento di direttive comunitarie.
Nelle capitali dei Paesi membri vi sono sedi di rappresentanza che assicurano il coordinamento tra le strutture centrali della Commissione e quelle dei Governi dei singoli Paesi. La rappresentanza in Italia ha sede in Roma, via IV Novembre, 149, presso Palazzo dei Campanari.
È membro dell'Istituto europeo per le norme di telecomunicazione (ETSI).
La presidente della Commissione europea, Ursula von der Leyen, ha comunicato il 17 settembre al Parlamento europeo la composizione del Collegio dei commissari che l’accompagnerà nel quinquennio 2024-29. Tra i Commissari è stato nominato il Commissario per il Mediterraneo quindi della Macroregione Mediterranea, Dubravka Šuica (Croazia). Dei 26 Commissari 6 sono stati nominati vicepresidenti.
Dei 26 Commissari 6 sono stati nominati vicepresidenti di cui 4 donne e 2 uomini: la spagnola Teresa Ribera (Green Deal), la finlandese Henna Virkkunen, il francese Stéphane Séjourné (Industria), la estone Kaja Kallas, la romena Roxana Minzatu e l’italiano Raffaele Fitto, che è vicepresidente esecutivo con delega alla Coesione e alle Riforme.

## Commissioni dell'UE
L'elenco seguente è inerente alle Commissioni istituite con la firma del Trattato di Maastricht e l'istituzione dell'Unione europea in luogo delle precedenti CEE.

### 1993-1995 Delors III
| Partito europeo            | Partito europeo                                                    | Numero di commissari       |
| Presidente: Jacques Delors | Presidente: Jacques Delors                                         | Presidente: Jacques Delors |
| -------------------------- | ------------------------------------------------------------------ | -------------------------- |
|                            | Partito Popolare Europeo (PPE)                                     | 7 / 17                     |
|                            | Partito del Socialismo Europeo (PSE)                               | 5 / 17                     |
|                            | Partito Europeo dei Liberali, dei Democratici e Riformatori (ELDR) | 4 / 17                     |
|                            | Alleanza Democratica Europea (ADE)                                 | 1 / 17                     |

### 1995-1999 Santer
| Partito europeo            | Partito europeo                                                                                    | Numero di commissari       |
| Presidente: Jacques Santer | Presidente: Jacques Santer                                                                         | Presidente: Jacques Santer |
| -------------------------- | -------------------------------------------------------------------------------------------------- | -------------------------- |
|                            | Partito del Socialismo Europeo (PSE)                                                               | 9 / 20                     |
|                            | Partito Popolare Europeo (PPE) Unione per l'Europa (UPE)                                           | 8 / 20                     |
|                            | Partito Europeo dei Liberali, dei Democratici e Riformatori (ELDR) Alleanza Radicale Europea (ARE) | 2 / 20                     |
|                            | Indipendenti                                                                                       | 1 / 20                     |

### 1999-1999 Marín- ad interim
| Partito europeo          | Partito europeo                                                                                    | Numero di commissari     |
| Presidente: Manuel Marín | Presidente: Manuel Marín                                                                           | Presidente: Manuel Marín |
| ------------------------ | -------------------------------------------------------------------------------------------------- | ------------------------ |
|                          | Partito del Socialismo Europeo (PSE)                                                               | 9 / 19                   |
|                          | Partito Popolare Europeo (PPE) Unione per l'Europa (UPE)                                           | 6 / 19                   |
|                          | Partito Europeo dei Liberali, dei Democratici e Riformatori (ELDR) Alleanza Radicale Europea (ARE) | 2 / 19                   |
|                          | Indipendenti                                                                                       | 2 / 19                   |

### 1999-2004 Prodi
| Partito europeo          | Partito europeo                                                    | Numero di commissari     |
| Presidente: Romano Prodi | Presidente: Romano Prodi                                           | Presidente: Romano Prodi |
| ------------------------ | ------------------------------------------------------------------ | ------------------------ |
|                          | Partito del Socialismo Europeo (PSE)                               | 7 / 19                   |
|                          | Partito Popolare Europeo (PPE)                                     | 6 / 19                   |
|                          | Partito Europeo dei Liberali, dei Democratici e Riformatori (ELDR) | 4 / 19                   |
|                          | Federazione Europea dei Partiti Verdi (FEPV)                       | 1 / 19                   |

### 2004-2010 Barroso I
| Partito europeo          | Partito europeo                                                          | Numero di commissari     |
| Presidente: José Barroso | Presidente: José Barroso                                                 | Presidente: José Barroso |
| ------------------------ | ------------------------------------------------------------------------ | ------------------------ |
|                          | Partito Popolare Europeo (PPE) Alleanza per l'Europa delle Nazioni (AEN) | 11 / 27                  |
|                          | Partito del Socialismo Europeo (PSE)                                     | 7 / 27                   |
|                          | Partito Europeo dei Liberali, dei Democratici e Riformatori (ELDR)       | 8 / 27                   |
|                          | Indipendenti                                                             | 1 / 27                   |

### 2010-2014 Barroso II
| Partito europeo          | Partito europeo                                                          | Numero di commissari     |
| Presidente: José Barroso | Presidente: José Barroso                                                 | Presidente: José Barroso |
| ------------------------ | ------------------------------------------------------------------------ | ------------------------ |
|                          | Partito Popolare Europeo (PPE)                                           | 12 / 28                  |
|                          | Partito del Socialismo Europeo (PSE)                                     | 7 / 28                   |
|                          | Partito dell'Alleanza dei Liberali e dei Democratici per l'Europa (ALDE) | 9 / 28                   |

### 2014-2019 Juncker
| Partito europeo                 | Partito europeo                                                          | Numero di commissari            |
| Presidente: Jean-Claude Juncker | Presidente: Jean-Claude Juncker                                          | Presidente: Jean-Claude Juncker |
| ------------------------------- | ------------------------------------------------------------------------ | ------------------------------- |
|                                 | Partito Popolare Europeo (PPE)                                           | 14 / 28                         |
|                                 | Partito del Socialismo Europeo (PSE)                                     | 8 / 28                          |
|                                 | Partito dell'Alleanza dei Liberali e dei Democratici per l'Europa (ALDE) | 5 / 28                          |
|                                 | Indipendenti                                                             | 1 / 28                          |

### 2019-2024 Von der Leyen I
| Partito europeo                  | Partito europeo                                                          | Numero di commissari             |
| Presidente: Ursula von der Leyen | Presidente: Ursula von der Leyen                                         | Presidente: Ursula von der Leyen |
| -------------------------------- | ------------------------------------------------------------------------ | -------------------------------- |
|                                  | Partito Popolare Europeo (PPE)                                           | 10 / 27                          |
|                                  | Partito del Socialismo Europeo (PSE)                                     | 8 / 27                           |
|                                  | Partito dell'Alleanza dei Liberali e dei Democratici per l'Europa (ALDE) | 4 / 27                           |
|                                  | Partito dei Conservatori e dei Riformisti Europei (ECR)                  | 1 / 27                           |
|                                  | Indipendenti (fino al 2023)                                              | 3 / 27                           |
|                                  | Partito Verde Europeo (PVE) (dal 2023)                                   | 1 / 27                           |

### 2024-2029 Von der Leyen II
| Partito europeo | Partito europeo                                                          | Numero di commissari |
| --------------- | ------------------------------------------------------------------------ | -------------------- |
|                 | Partito Popolare Europeo (PPE)                                           | 13 / 27              |
|                 | Partito del Socialismo Europeo (PSE)                                     | 5 / 27               |
|                 | Indipendenti                                                             | 5 / 27               |
|                 | Partito dell'Alleanza dei Liberali e dei Democratici per l'Europa (ALDE) | 3 / 27               |
|                 | Partito dei Conservatori e dei Riformisti Europei (ECR)                  | 1 / 27               |